# Eusebi Colomer i Pous
Eusebi Colomer i Pous (Girona, 14 d'abril de 1923 - Barcelona, 27 de novembre de 1997) fou filòsof i eclesiàstic. Ingressà a la Companyia de Jesús el 1941 i va ser ordenat l'any 1953 dins els actes del Congeso Eucarístico Internacional de Barcelona. Es doctorà en filosofia i lletres a la universitat de Colònia (1957) amb una tesi sobre Nicolau de Cusa Nikolaus von Kues und Raimund Llull (Berlín 1961). Fou professor de la Facultat de Teologia de Catalunya, membre numerari de l'Institut d'Estudis Catalans (1968) dins el qual recuperà la Societat Catalana de Filosofia i de la Schola Lullistica. S'interessà especialment per les relacions entre el pensament català i l'europeu del període de transició entre l'edat mitjana i el Renaixement.
Tot i que les seves posicions filosòfiques són d'un cristianisme abrandat, es mantingué sempre al marge de l'Escola tomista de Barcelona.
Fou especialista també en Pierre Teilhard de Chardin i es dedicà als problemes de frontera entre la teologia i la filosofia, així com als derivats del diàleg entre el pensament cristià i el modern. Morí després de pronunciar una conferència sobre Ramon Llull a Barcelona.
L'any 2002 se n'editaren textos inèdits que dedicava a les figures de sant Anselm, sant Tomàs d'Aquino i Nicolau de Cusa, amb una introducció biobibliogràfica de Sergi Gordo.

## Obres
- Pierre Teilhard de Chardin, un evolucionisme cristià? (1961)
- Heidegger: pensament i poesia en l'absència de Déu (1964)
- Església en diàleg (1967)
- Déu, viu o mort? (1970)
- De la Edad Media al Renacimiento (1975)
- El pensamiento alemán de Kant a Heidegger (1986-89)
- El pensament als Països Catalans durant l'Edat Mitjana i el Renaixement (1997)
- Tres pensadors cristians enfront de la qüestió de Déu: sant Anselm, sant Tomàs d'Aquino i Nicolau de Cusa (2002)